# معاملة المثليين في روسيا البيضاء
يواجه الأشخاص من المثليين والمثليات ومزدوجي التوجه الجنسي والمتحولين جنسياً (اختصاراً: LGBT) في روسيا البيضاء تحديات قانونية لا يواجهها غيرهم من المغايرين جنسيا. تم تشريع النشاط الجنسي المثلي في روسيا البيضاء في عام 1994. ومع ذلك، فإن حقوق المثليين والمثليات ومزدوجي التوجه الجنسي والمتحولين جنسيا في روسيا البيضاء ما زالت محدودة للغاية ولا تزال المثلية الجنسية تعتبر من المحرمات في المجتمع البيلاروسي. يعتقد العديد من الناس البيلاروسيين أن المثلية الجنسية هي مرض نفسي، وكثير من الأشخاص المثليين والمثليات ومزدوجي التوجه الجنسي والمتحولين جنسيا في روسيا البيضاء يميلون إلى إخفاء ميولهم الجنسية. ويواجه من يعلن عن توجهه الجنسي المضايقات والعنف والاعتداء الجسدي.

## تاريخ المثليين في روسيا البيضاء
في حين كانت روسيا البيضاء جزءًا من الاتحاد السوفييتي، استخدمت القوانين المشتركة لجميع الجمهوريات السوفييتية. على هذا النحو، اعتبرت المثلية الجنسية غير قانوني. لم تكن العلاقات الجنسية بين الإناث غير قانونية في روسيا البيضاء (على الرغم من أنه يمكن إرسال مثليات الجنس إلى المصحات العقلية إذا اكتشفن) في حين كان يتم في كثير من الأحيان محاكمة الذكور المثليين. كلمات مثل المثلية الجنسية أو مثلي الجنس لم تكن موجودة في أي قانون السوفياتي القديم، والنظام القانوني السوفيتي استخدم مصطلح السدومية.
وتنص المادة 119-1 من القانون الجنائي السابق في روسيا البيضاء على أن الرجال المثليين الذين يقومون بنشاط جنسي توافقي سيُدانون بالسجن لمدة تصل إلى خمس سنوات. في عام 1989 تم طرد ما يقرب من 50 مواطن بيلاروسي بسبب ميولهم الجنسية. تم إنشاء قسم خاص في كي جي بي لمكافحة المثلية الجنسية. استخدمت أجهزة المخابرات الابتزاز لتجنيد عملاء من المجتمع المثلي. هذا منع إمكانية ظهور أي منظمة للمثليين، أو وسائل الإعلام المطبوعة المصممة خصيصا للأقليات الجنسية. ومع ذلك، التقى الأشخاص المثليون في الشوارع، والمراحيض، ومحطات السكك الحديدية، أو تجمعوا في شقق أو منازل خاصة.
في عام 1992 تأسست صحيفة تسمى «سكس-أنتاي إيدز-بلاس» (Sex-AntiAIDS-Plus) من خلال المساعدة التي قدمتها منظمة غير حكومية تدعى وقف الإيدز-بيلاروسيا (Stop-AIDS-Belarus). تم الاعتراض العدد الثاني من الصحيفة من قبل مكتب المدعي العام، وبدأت دعوى جنائية ضد الصحيفة. احتوت الصحيفة الإعلانات الشخصية للمثليين والمثليات. اعتبرت النيابة العامة هذه التصريحات قوادة.
في عام 1994، أسقطت الدعوى الجنائية ضد الصحيفة. ومع ذلك، أوقف مؤسسها ورئيس تحريرها رسلان جنيوش مساعيه في النشر خوفًا من الاضطهاد. في عام 1992 تم تسجيل مجلة تدعى راندي فو (Randez-vous)، وبدأت في النشر. المجلة تركز في المقام الأول على الإعلانات الشخصية وتحتوي على مقالات كتبها علماء النفس، متخصصون في علم الجنس ورسائل وإعلانات من القراء المثليين في عمود خاص يسمى «الصالون الأزرق». في عام 1994، توقفت المجلة عن النشر.
وفي 1 آذار/مارس 1994، غيَّر برلمان البيلاروسي المادة 119-1 من القانون الجنائي لروسيا البيضاء، وأصبحت المثلية الجنسية قانونية.

## قانونية النشاط الجنسي المثلي
تم إلغاء تجريم النشاط الجنسي المثلي في عام 1994. يعتبر السن القانونية للنشاط الجنسي متساوٍ بالنسبة للمثليين والمغايرين على 16 سنة.

## الاعتراف القانوني بالعلاقات المثلية
ووفقاً للدستور (المادة 32) وقانون الزواج والأسرة (المادتان 1 و 12)، فإن الزواج هو عقد مدني محدد، يتم إبرامه أمام هيئة حكومية ويقتصر على شخصين مغايرين. هذا المطلب النهائي يجعل الزواج غير قانوني للشركاء المثليين.
لا يوجد خيار شراكة منزلية بموجب القانون البيلاروسي، على الرغم من أن المشاركة في السكن خارج الزواج، خاصة من قبل الأزواج المغايرين أمر شائع. الشراكة المنزلية ليست أساسًا قانونيًا لتغيير أحد الشركاء لأسمه العائلي. لا يؤدي إلى أي حقوق مادية مشتركة بين الشريكين. ومن بين المسؤوليات التي يضطلع بها الشركاء في حياتهم معا، فإن المسؤوليات الوحيدة التي تنفذ قانونا هي تلك المدرجة في القانون المدني. عندما يكون لديهم عمل مشترك، يتم تنظيم علاقاتهم من خلال قواعد القانون التجاري. إذا انفصلا، لا يمكن للشركاء الوصول إلى الحقوق المعترف بها قانونًا للزوج في الطلاق. لا يحق للشركاء الحاليين والسابقين في التعايش النفقة أو الدعم المالي.
التعايش ليس أساسًا قانونيًا للإرث، بما أن الشركاء ليسوا مدرجين في الدائرة القانونية للورثة. لذلك، قد يرث الشركاء المحليون من بعضهم البعض فقط عندما تكون هناك وصية أوشهادة أخيرة قبل الوفات. الضرائب على هذا الميراث أعلى من الضرائب المفروضة على الميراث التي يتلقاها الزوج القانوني. الشركاء المنزليون الذين يرثون من خلال الوصية ليس لهم الحق في الحفاظ على جزء من التركة.
لا يتمتع الشركاء المتساكنون بأي حقوق أبوية على الأطفال البيولوجيون للشريك الآخر. ومع ذلك، فمن الممكن أن يتبنى أحد الشركاء قانونيا الأطفال البيولوجيين الآخرين. يجب ألا يكون الوالد بالتبني عاجزًا قانونيًا، ولا يجب تجريده من حقوقه الأبوية من قبل المحاكم، ويجب أن يكون أكبر من الطفل المتبنى ب16 عامًا على الأقل. لا يمكن للشركاء المتساكنين أن يتبنوا الأيتام، لأن القانون يشترط زواج المغايرين فقط.

## الحماية من التمييز
يحظر قانون العمل (المادة 14) التمييز في مجال علاقات العمل. ومع ذلك، لايعتبر التوجه الجنسي في قائمة الخصائص الاجتماعية التي يتم حظر التمييز أساسها قانونًا.
الاضطهاد على أساس التوجه الجنسي غير معترف به صراحة في القانون كأساس لمنح وضع اللاجئ. لا يتم الاعتراف بالشركاء المثليين لأغراض قانون الهجرة. بعد سقوط النظام الشيوعي، طلب العديد من البيلاروسيين وتم منحهم اللجوء السياسي في الخارج، بناء على الخوف من الاضطهاد بسبب توجههم الجنسي. وكان السبب الأكثر شيوعاً هو التحرش الرسمي أو غير الرسمي من قبل الشرطة. لدى كل من منظمة العفو الدولية وشبكة المثليات والمثليين ومزدوجي التوجه الجنسي والمتحولين جنسيا - الببلاروسية (Gay, Bisexual and Transgender Network – Belarus) معلومات عن الأفراد الذين تم منحهم اللجوء في جمهورية التشيك و[[فرنسا[] وهولندا والسويد. وكان أحد سكان مينسك البالغ من العمر 19 عاماً قد حصل على حق اللجوء في إحدى الدول الغربية في مايو/أيار 2007 لأن والداه كانا يحاولان تغيير توجهه الجنسي عن طريق العلاج بالصدمة.

### حقوق حرية التعبير
حاول مزود الإنترنت «بيلتيليكوم» (بالإنجليزية: Beltelecom)‏ (أكبر مزود خدمات الاتصالات في روسيا البيضاء)، والذي يتحكم في البوابة الخارجية، منع الوصول إلى مواقع المثليين، على الأقل من نوادي الإنترنت. موارد الإنترنت للمثليين والمثليات في روسيا البيضاء في الآونة الأخيرة تعمل دون مشاكل. ومع ذلك، يتم حظر الوصول إلى مواقع الإنترنت المثلية الروسية، بما في ذلك موقع "Gay.ru".
عُقدت أول مسيرة فخر المثليين في رابطة الدول المستقلة في عام 2001 في مينسك. كانت مسيرة سلمية، بحضور حوالي 300 شخص.
راقبت شركة خاصة في روسيا البيضاء الإعلانات الشخصية المثلية على موقع "Apagay.com"، المعروف باسم Gay.by. ردًا على الشكاوى، أوضح مالك موقع الويب أولاً أنه يمتلك حق تعديل الإعلانات الشخصية. ثم ذكر أن الموقع كان مجرد تنفيذ للتوصيات، ولكنه لم يذكر توصياته.
المجلة الوحيدة المتخصصة لمجتمع المثليين مجلة المنتدى لامدا (Forum Lambda magazine) تم نشرها من قبل «لامدا بيلاروس» (Lambda Belarus) في روسيا وتم نشرها في روسيا البيضاء من 1998 إلى 2002. تم حظر النشر عدة مرات من قبل لجنة نشر الدولة.
المصدر الرئيسي للمعلومات حول حياة مجتمع المثليين في بيلاروسيا هو موقع Gay.by. وهو واحد من أكثر 10 مواقع زيارة في بيلاروسيا مع أكثر من 350,000 زائر شهري. يواجه منشئو موقع الويب الكثير من المشاكل عند محاولة نشر معلومات حول المثلية الجنسية. في ديسمبر 2002، منعت جامعة ولاية روسيا البيضاء في مينسك الوصول إلى جميع موارد الإنترنت المثلية. في مارس 2003، منعت إدارة مقهى الإنترنت «سويوز أون لاين»، وهو الأكبر والأكثر شعبية بين المثليين في مينسك، موقع Gay.by. في يناير 2004، رفضت شركة استضافة المواقع الوطنية N1.BY الخدمات إلى موقع "Gay.by". في وقت سابق من عام 2003، حظر مسؤول النظام في "Krasnaya Banernaya" (RED.BY) موقع Gay.by من المشاركة في تبادل الشعار.
في 10 مايو 2003، اقتحم قراصنة مجهولين موقع Gay.by. حذف المخترق جميع المواضيع في منتدى الموقع وبدأ موضوعًا جديدًا يحتوي على نداء لقتل المثليين جنسياً. بالإضافة إلى ذلك، أثناء تنزيل الصفحة الرئيسية لـ Gay.by، ظهر الإخطار «يجب قتل الشواذ» (PIDARS MUST DIE) و«أوقفوا الشواذ في روسيا البيضاء» (STOP PIDARS IN BELARUS) على الشاشة. أعقب اقتحام الهاكر بمكالمات هاتفية لأعضاء فريق الموقع بتهديدات بالعنف الجسدي.
هناك مجموعة جديدة من المواقع التي تبقي الزوار المثليين البيلاروس على اطلاع جيد كموقع "Sunshine.by"، أول مدونة للمثليين جنسياً في بيلاروسيا، توفر رؤية لعالم مجتمع المثليين في البلد.

## حراك حقوق المثليين في روسيا البيضاء

### منظمات المثليين
لا توجد منظمة رسمية في روسيا البيضاء تمثل مصالح المثليين والمثليات في بيلاروسيا. المنظمة النسائية (ييانا)، التي تم تسجيلها رسميا وتعمل على «مسائل الجندر». اغلقت منظمة ييانا، التي تحمي الفتيات الشابات في البلاد. منظمة الرجال، شباب الجمهوريّة (Vstrecha) ليست منظّمة للمثليين، لكنها تُجري الكثير من العمل بهدف الوقاية من عدوى فيروس نقص المناعة البشرية والإيدز بين الرجال الذين يمارسون الجنس مع الرجال. أي منظمة أو مبادرة أخرى تعمل خارج الإطار القانوني.
- «رابطة لامدا بيلاروس» (Belarus Lambda League)[5][6]
- مبادرة بيلاروسية عن طريق المساواة الجنسية وبين الجنسين (Belarusian initiative by sexual and gender equality)
- «غاي بيلاروس- إل جي بي تي هيومان رايتس بروجكت» GayBelarus - LGBT Human Rights Project، منظموا الفخر السلافي في مايو 2010 في مينسك
- فستريتشا ، تقع في مينسك. أقدم مجموعة للمثليين في روسيا البيضاء، تأسست في أوائل تسعينات القرن العشرين. وتشمل الأنشطة مجموعات الوقاية من فيروس نقص المناعة البشرية/الإيدز والدعم.
- تأسست «تحالف المثليين البيلاروس» (Gay Alliance Belarus) في عام 2008 وتمثل مصالح مجتمع المثليين. نظم «تحالف المثليين البيلاروس» ملك جمال روسيا البيضاء المثلي وحرر موقعًا وطنيًا للمثليين على الإنترنت "www.gayby.net" و"LGBT.BY".

### الجدل حول مسيرات فخر المثليين
ندد المجتمع الدولي بانتهاكات الحق في حرية التعبير وحرية التجمع في روسيا البيضاء.
بعد فشل الجهود السابقة، في عام 1999 تم تنظيم المهرجان من قبل الرابطة البيلاروسية من أجل المساواة الجنسية "لامبدا" ومنتدى لامبدا، وهي مجلة للمثليين والمثليات البيلاروسيين. وشمل برنامج المهرجان حلقة دراسية للصحفيين حول "المثليين والمثليات في وسائل الإعلام"، ومؤتمر حول حقوق المثليين والمثليات في بيلاروسيا والعالم، ومعرض الصور والأفلام التي تم أخذها المثليون، ومسابقات "ملك جمال روسيا البيضاء و" ترانسميشين" (Transmission). أيد هذا المهرجان برنامج الأمم المتحدة الإنمائي، واستوديو تاتيانا، ويونايد واي بيلاروس، وإريكس، وتايتانيك كلاب، وضيوف من أوكرانيا. خلال إحدى الحفلات، داهمت شرطة مكافحة الشغب النادي الذي قام بتفتيش المتسابقين.
في عام 2000، واجه منظمو المهرجان صعوبة كبيرة في الاستعداد لهذا الحدث. وفقا لإدوارد تارلتسكي، رئيس اللجنة المنظمة، ومحطة إذاعية راديو الذي كان لتغطي الحدث فقد تلقى أمرًا من الإدارة الرئاسية بعدم القيام بذلك. وورد أن المحطات الإذاعية الأخرى رفضت الدعم على نفس الأساس، كما ألغيت الأحداث في أماكن أخرى. تظاهرت الجماعات ذات الصلة بالكنيسة الأرثوذكسية في مينسك ضد مهرجان المثليين في 9 سبتمبر، في اليوم السابق. حظرت حكومة المدينة مسيرة الفخر عبر المدينة قبل 24 ساعة من موعد انعقادها، وعملت السلطات في ذلك اليوم لمنع الاحتفالات. ذكرت الصحف أحداث اليوم. 
في عام 2001، زُعم أن حكومة روسيا البيضاء منعت مهرجان المثليين في روسيا البيضاء. وفي 3 آب/أغسطس 2001، اقتحم مخربون مجهولو الهوية شقة زعيم منظمة «لامدا بيلاروسيا» أندريه بابكين وأخربوها، حيث تم الاحتفاظ بمنشورات وملصقات وكتيبات مسيرة فخر المثليين2001.
في عام 2002، قبل أيام من مسيرة فخر المثليين 2002، تم استدعاء إدوارد تارلتسكي زعيم لامدا إلى مركز شرطة مينسك حيث قيل له إنه في حالة حدوث مسيرة فخر المثليين، «لن تتحمل الشرطة أية مسؤولية عن الفوضى المحتملة».
في عام 2004، اضطر إلى إلغاء مهرجان دولي للمثليين والمثليات. تم إجبار اللجنة المنظمة للمرحلة النهائية (البيلاروسية) من المهرجان الدولي الرابع لحقوق الإنسان والثقافة المثلية، والمرحلة الأولى من الشبكة العالمية للمثليين والمثليات لهذا العام، في أغسطس 2004، على الإلغاء الحدث في مينسك. جاء ذلك بعد أن أخافت السلطات مالك النادي وأجبرته على سحب وعده باستضافة الحدث. بالإضافة إلى ذلك، فإن التهديدات الهاتفية من السلطات قالت إن الأجانب الذين يحاولون حضور الحدث لحلقات العمل والمناقشات «سيتم طردهم على الفور من البلاد تماشيا مع مادة التدخل في الشؤون الداخلية لجمهورية روسيا البيضاء». 
في 27 أكتوبر 2008، طلبت نفس المجموعة الإذن لتنظيم مظاهرة لدعم حقوق المثليين بالقرب من السفارة الروسية في مينسك. كلا الحدثين غير مصرح بهما. نظرًا لأن البلاد ليست حاليًا عضوًا في مجلس أوروبا، لا يمكن للنشطاء البيلاروسيين الطعن أمام المحكمة الأوروبية لحقوق الإنسان. وهي المجموعة التي قررت تنظيم مع النشطاء المثليين الروس تنظيم مسيرة فخر السلاف الذي من المقرر أن تتناوب بين موسكو ومينسك كل عام.
في يناير/كانون الثاني 2009، تم التخطيط لحدث بعنوان «الحق في الحب» وتم تصميمه لزيادة الوعي العام حول رهاب المثلية والتمييز ضد المثليين في بيلاروسيا. تم رفض السماح بذلك. تقدم الناشط في حقوق المثليين رومان ماندريك بشكوى في محكمة وسط غوميل المركزي ردًا على هذا القرار من إدارة مدينة غوميل. في نص الشكوى، يدعي ماندريك أن قرار إدارة مدينة غوميل انتهك حقه في حرية التجمع كما تكفله المادة 35 من دستور روسيا البيضاء. ويضيف أن اللائحة 299 نفسها غير دستورية لأنها تفرض أعباء غير معقولة على أولئك الذين يسعون إلى تنظيم تجمعات عامة. ينوي المنظمون متابعة هذه المطالبة إلى أن يتم حلها وأملوا في أن يتمكنوا من تنظيم تجمع في عام 2010.

### الشهر ضد رهاب المثلية
كان «شهر ضد رهاب المثلية» حملة من قبل نشطاء المثليين البيلاروسيين من 17 أبريل - 17 مايو عام 2009 في مينسك، غرودنو ولونيناتس. كان يتألف من الحملات الإعلامية والأحداث. نظم الشهر كل من "Gayby.org" و "Gay.by" وأعضاء رابطة المساواة الجنسية «لامدا» ومنظمة العفو الدولية (فرع روسيا البيضاء). واكب أكثر من 50 وسيلة إعلامية عن أحداث هذا الشهر. بدأت وسائل الإعلام البيلاروسية في الحديث عن المثليين والمثليات.
كان الهدف الرئيسي من الشهر ضد رهاب المثلية هو مقاومة أي نوع من العنف الجسدي والأخلاقي والرمزي للأشخاص من مجتمع المثليين، لإظهار التضامن مع المثليين في العالم غير القادرين على الكفاح من أجل حقوقهم، القيام بحملة أوسع لحقوق الإنسان.

## ظروف الحياة

### العنف ضد المثليين
لا يوجد قانون بيلاروسي يشير بالتحديد إلى مرتكبي الجرائم بدافع من رهاب المثلية. في القانون الجنائي، يتم اختيار المثليين جنسياً فقط عندما يكونون «موضوعات» جريمة (على سبيل المثال، عندما يكونون هم الجناة)، وليس عندما يكونون ضحايا جريمة. لا تعبر أجهزة القضاء والشرطة عن أي رغبة في جمع الأدلة حول دوافع رهاب المثلية لمن يرتكبون الجرائم. القضاة ليسوا ملزمين بدراسة مثل هذه الدوافع مثل تفاقم ظروف الذنب، أو فرض عقوبات أشد عندما تكون دوافع رهاب المثلية موجودة. يتعرض المثليون والمثليات ومزظوجو التوجه الحنسي والمتحولون جنسيا للمخاطر في مواجهة التمييز والعنف.
في 18 أبريل/نيسان 2001، عثر على جثة المتقاعد ألكسندر ستيفانوفيتش، المعروف في مينسك بكونه شخصا مثليا، في ساحة المبنى السكني الذي كان يعيش فيه. طعنت جثته بالسكاكين. وفي 16 مايو/أيار من العام نفسه، تعرض أندري بابكين، وهو ناشط في منظمة لامدا بيلاروسيا، للضرب والاغتصاب عند مدخل شقته. ونقل إلى المستشفى مصابا بجروح خطيرة.
وفي 2 يوليو/تموز، احتجزت الشرطة في مينسك أندري شِرباكوف، وهو أحد مؤسسي لامدا بيلاروسيا. في اليوم التالي، قتل ايفان سوشينسكي، صاحب نادي «أوسكار» للمثليين. وكانت السلطات قد أغلقت النادي في فبراير/شباط 2000، ورفع إيفان بمطالبات مدنية بسبب الإجراءات غير العادلة التي اتخذتها الشرطة. في 13 نوفمبر/تشرين الثاني 2001 في مولوديشنو، تم الاعتداء على رئيس منظمة لامدا بيلاروس إدوارد تارليتسكي مما أدى إلى ارتجاج في المخ وإلزامه بدخول المستشفى لمدة سبعة أيام.
وفي 15 شباط/فبراير 2002، في غلوبين (منطقة غوميل)، عُثر على فيكتور كوفيل، المحاسب البالغ من العمر 34 عاماً، ميتاً في شقة والديه. كان رجل مثلي الجنس علنا سواء في العمل أو في الأماكن العامة. رفضت الشرطة إعطاء تفاصيل القتل إلى شريك الكسندر كوفييل وقال له أحد أفراد الشرطة: «إنه يستحق ذلك، قوم لوط!».
في 12 أبريل/نيسان 2002، وقع اعتداء وضرب الرجال المثليين خارج نادي «بابل» للمثليين. ووفقاً لشهود عيان، فقد هاجمت مجموعة من المهاجمين (من 10 إلى 12 رجلاً) ثلاثة من رعاة النادي قبل وصول الشرطة. وكان من بين الضحايا إدوارد تارليتسكي، رئيس تحرير مجلة المثليين «منتدى لامبدا» وزعيم «لامبدا بيلاروسيا». في 10 يونيو/حزيران في منطقة غوميل، قام ثلاثة رجال مجهولين بضرب واغتصاب السكان المحليين ديمتري إل. 18. تم نقل الضحية إلى المستشفى حيث أمضى أسبوعين.
وفي مساء يوم 2 تشرين الأول/أكتوبر 2002، تعرض إدوارد تارليتسكي للاعتداء في طريقه إلى منزله. سأله أربعة رجال مجهولين ما إذا كان اسمه تارليتسكي وبدأوا في ضربه. في تلك الليلة تم نقله إلى المستشفى. كان لديه كتف مكسور وثلاثة أسنان محطمة.
وفي عام 2002، بدأت شرطة مينسك قضية جنائية تتعلق بقتل ميخائيل م. 50 سنة، الذي عُثر على جثته مشوهة في شقته في 17 تشرين الثاني/نوفمبر. وفقا للشرطة كان هذا هو خامس جريمة قتل من هذا النوع ارتكبت في عاصمة روسيا البيضاء. ومع ذلك، نفى المحققون بالكامل إمكانية وجود قاتل متسلسل.
وفي 18 شباط/فبراير 2003، تعرض تارليتسكي للضرب من جديد على يد أشخاص مجهولي الهوية بالقرب من منزله. تم أخذ إدوارد إلى المستشفى مصابًا بإصابة في الرأس والكثير من الكدمات على جسده. وفي 29 مارس/آذار من نفس العام، هاجم حارس في نادي بودا-بار الليلي في مينسك يوليا يوخانوفيتس، وهو متطوع في مينسك برايد، لأنها قبلت فتاة في مدخل النادي. تم نقلها إلى المستشفى حيث تم تشخيص حالتها مصابة بجراحة في الجمجمة.
في 28 مايو 2008، هاجم إدوارد تارليتسكي مرة أخرى ثلاثة شبان في مينسك. وذكر تارليتسكي أنه لا ينوي الإبلاغ عن الهجوم للشرطة لأنهم لن يفعلوا أي شيء بشأن الحادث.
وقال أيضا إن هذا الهجوم هو الثالث ضده في غضون خمس سنوات.
في منتصف سبتمبر 2008، تم اغتصاب امرأتين متحولتين في مينسك. لم يبلغ الضحايا الشرطة. لم تكونا متأكدتين من أنهم سيساعدونهن.
في السجون والمرافق الإصلاحية، تخضع المثلية الجنسية للمضاربة والابتزاز. وأثناء وجودهم في السجن، فإن المثليين والمثليات غير محميين إلى حد كبير. وبحسب ما ورد، غالباً ما تستخدم الهيئات المنفذة التوجه الجنسي للسجناء لتلقي البيانات اللازمة، وغالبًا ما تشجع السجون الجاهزة السجناء على إساءة معاملة المثليين جنسياً.
يسعى ضباط الشرطة للحصول على معلومات ذات طابع شخصي عن الأشخاص المثليين الذين هم ضحايا العنف. هذه المعلومات ليست ذات صلة بمحاكمة مرتكبي الجرائم ضد هؤلاء الضحايا. يقوم ضباط الشرطة بجمع معلومات ذات طبيعة شخصية بالإضافة إلى بيانات جوازات السفر وصور الذين يزورون المناطق المعروفة للمثليين جنسياً. أفادت المنظمة غير الحكومية الوطنية «فستريتشا» («الاجتماع») (مجموعة الوقاية من فيروس نقص المناعة البشرية للرجال المثليين) بهذه الممارسات في مدينتي بريست وغوميل. رفض ضباط الشرطة تسجيل حالات الهجمات المرتكبة ضد الأقليات الجنسية وعدم إجراء تحقيقات من شأنها أن تسعى إلى تحمل المسؤولية الجنائية من مرتكبي جرائم بدافع التحيز ضد الكراهية المثلية. ذكرت منظمة لامدا بيلاروسيا أن العديد من حالات الهجمات ضد المثليات والمثليين والسلوك السلبي للشرطة في جميع مناطق البلاد. قامت الشرطة بإجراءات غير مبررة في الحانات التي يرتادها المثليون جنسياً. أفادت وشبكة المثليات والمثليين ومزدوجي التوجه الجنسي والمتحولين جنسيا - البيلاروسية، و «فستريتشا»، ولامدا بيلاورس و «يانا» عن تلك الممارسات في غوميل ومينسك.

### الصحة النفسية
لوحظت نسبة عالية من الانتحار بين الأشخاص المثليين والمثليات، مزدوجو التوجه الجنسي والمتحولين جنسياً. المساعدة النفسية المؤهلة عموما ليست متاحة. في مينسك، عاصمة روسيا البيضاء، توجد ثلاث جامعات هي جامعة بيلاروسيا الحكومية، وجامعة بيلاروس التربوية، والجامعة الأوروبية للعلوم الإنسانية، ولديها دورات علم نفس كاملة في مناهجها الدراسية ولكنها لا تعالج مشاكل الأقليات الجنسية.

### التمييز

#### في التعليم
في مايو 2003، منعت إدارة الجامعة الأوروبية للعلوم الإنسانية في مينسك عرضًا لفيلم الوثائقي «المحظور» (بالإنجليزية: Outlawed)‏ حول التمييز ضد المثليين والمثليات في جميع أنحاء العالم. وفقا لموظفي الجامعة، تم فرض الحظر تحت ضغط من الكنيسة الأرثوذكسية الروسية.

#### في الجيش
وفقا لوزارة الدفاع البيلاروسية ومركز دراسة الأقليات الجنسية في الجيش من جامعة كاليفورنيا، في سانتا باربرا، تحظر بيلاروسيا المثليين من الخدمة في الجيش. وقد وثقت وشبكة المثليات والمثليين ومزدوجي التوجه الجنسي والمتحولين جنسيا - البيلاروسية ما لا يقل عن خمس حالات من المثليين من غوميل الذين لم يخدموا في الجيش بسبب توجهاتهم الجنسية. لم يتم الإبلاغ عن أي حالة من المضايقات من المثليين في الجيش، ولكن هذا قد يكون نتيجة لأشخاص مثليين يخفون حياتهم الجنسية.

### مواقف الشخصيات السياسية من حقوق المثليين
لا يعتبر الدعم المفتوح للمثليات والمثليين جنسياً موضعًا شعبيًا لحركة سياسية في بيلاروسيا. في يوليو 2001، صوتت اللجنة المنظمة للمؤتمر الأول للشباب في بيلاروسيا ضد السماح لمندوبي لامدا بيلاروس بالمشاركة. في مارس/آذار 2002، نشر عدد من وسائل الإعلام البيلاروسية بيانات جبهة الشباب (منظمة الشباب للجبهة الشعبية البيلاروسية)، التي تضمنت بيانات فيها رهاب المثلية. على وجه التحديد، نشر زعيم جبهة الشباب بافل سيفيرنتس بريد إلكتروني حيث نعت فيه المثلية بأنها «خطيئة وانحراف يستحق الموت». وفقا لسيفيرنتس، فإن حقيقة وجود المثليين جنسياً هي «نتيجة الإفساد والخطأ في العالم».
وفي حادثة أخرى، حاولت الأقليات الجنسية البيلاروسية إصدار بيان رسمي بالتضامن مع ضحايا كارثة تشيرنوبيل. وأثارت هذه المحاولة ردة فعل عنيفة أدت إلى قيام زعيم ديمقراطي معارض، ديمتري داشكيفيتش، بالإشارة إلى برنامج «ليلة الحرية» الإذاعي بأن روسيا البيضاء ليست مكانًا للمثليين، وأن المثليين جنسياً هم أشخاص مريضون وأن المعارضة لن تدخل في حوار معهم.
في سبتمبر 2004، قال الرئيس لوكاشينكو، في خطاب أمام مجلس الأمن البيلاروسي، "علينا أن نظهر مجتمعنا في المستقبل القريب، ماذا يفعلون" [الاتحاد الأوروبي والولايات المتحدة] هنا ، كيف هم يحاولون تحويل بناتنا إلى عاهرات، وكيف يغذون مواطنينا بالمخدرات غير المشروعة، وكيف ينشرون الانحراف الجنسي هنا، والطرق التي يستخدمونها."

## الرأي العام
لا تزال حياة المثليين في الخفاء إلى حد كبير ، ويعتبر معظم البيلاروسيين أن المثلية الجنسية هي اضطراب. لا تزال المواقف والشكوك والأحكام المسبقة عن المثليين جنسياً قوية للغاية. وفقا لدراسة أجرتها رابطة لامدا البيلاروسية من أجل المساواة الجنسية (Lambda Belarus) في أبريل 2002، يعتقد 47% من البيلاروسيين أنه يجب سجن المثليين. ويؤيد الشباب بشكل متزايد المثلية الجنسية ويظهرون اهتماما متزايدا بثقافة المثليين والمثليات. ومع ذلك، تظل اهتماماتهم جزءًا من الثقافة الشعبية للشباب، وغالبًا ما تُعتبر نوعًا من الموضة التي سوف يتم تجاوزها ونسيانها عندما يصبحون بالغين. في عام 2007، نظم مركز المعلومات "TEMA" و "MyGomel.com" تصويتًا حول رد فعل شباب منطقة غوميل على الأقليات الجنسية. كان لدى 47.6% مشاعر سلبية تجاه الأقليات الجنسية، وكان 10% منهم يريد تجريم العلاقات المثلية.
تشير أحدث استطلاعات الرأي التي أجراها مركز بيو للأبحاث في مايو 2017 إلى أن 16% من البيلاروسيين يؤيدون زواج المثليين بينما يعارض 81% الأمر الذي كان أعلى بكثير من أوكرانيا (9%) وروسيا (5%). ومولدوفا (5%). كان الأشخاص الأصغر سنا أكثر من الكبار لتفضيل زواج المثليين (22% مقابل 14%).

## ملخص
| قانونية النشاط الجنسي المثلي                                                             | (قانوني منذ عام 1994)                            |
| المساواة في السن القانوني للنشاط الجنسي                                                  | Yes                                              |
| قوانين مكافحة التمييز في التوظيف                                                         | No                                               |
| قوانين مكافحة التمييز في توفير السلع والخدمات                                            | No                                               |
| قوانين مكافحة التمييز في جميع المجالات الأخرى (تتضمن التمييز غير المباشر، خطاب الكراهية) | No                                               |
| قوانين جرائم الكراهية تشمل التوجه الجنسي والهوية الجندرية                                | No                                               |
| زواج المثليين                                                                            | (حظر زواج المثليين منذ عام 2004)                 |
| الاعتراف القانوني بالعلاقات المثلية                                                      | No                                               |
| تبني أحد الشريكين للطفل البيولوجي للشريك الآخر                                           | No                                               |
| التبني المشترك للأزواج المثليين                                                          | No                                               |
| يسمح للمثليين والمثليات ومزدوجي التوجه الجنسي بالخدمة علناً في القوات المسلحة             | No                                               |
| الحق بتغيير الجنس القانوني                                                               | Yes                                              |
| علاج التحويل محظور على القاصرين                                                          | No                                               |
| الحصول على أطفال أنابيب للمثليات                                                         | No                                               |
| الأمومة التلقائية للطفل بعد الولادة                                                      | No                                               |
| تأجير الأرحام التجاري للأزواج المثليين من الذكور                                         | (محظور لجميع الأزواج بغض النظر عن التوجه الجنسي) |
| السماح للرجال الذين مارسوا الجنس الشرجي بالتبرع بالدم                                    | No                                               |